# Ferdinand Raimund

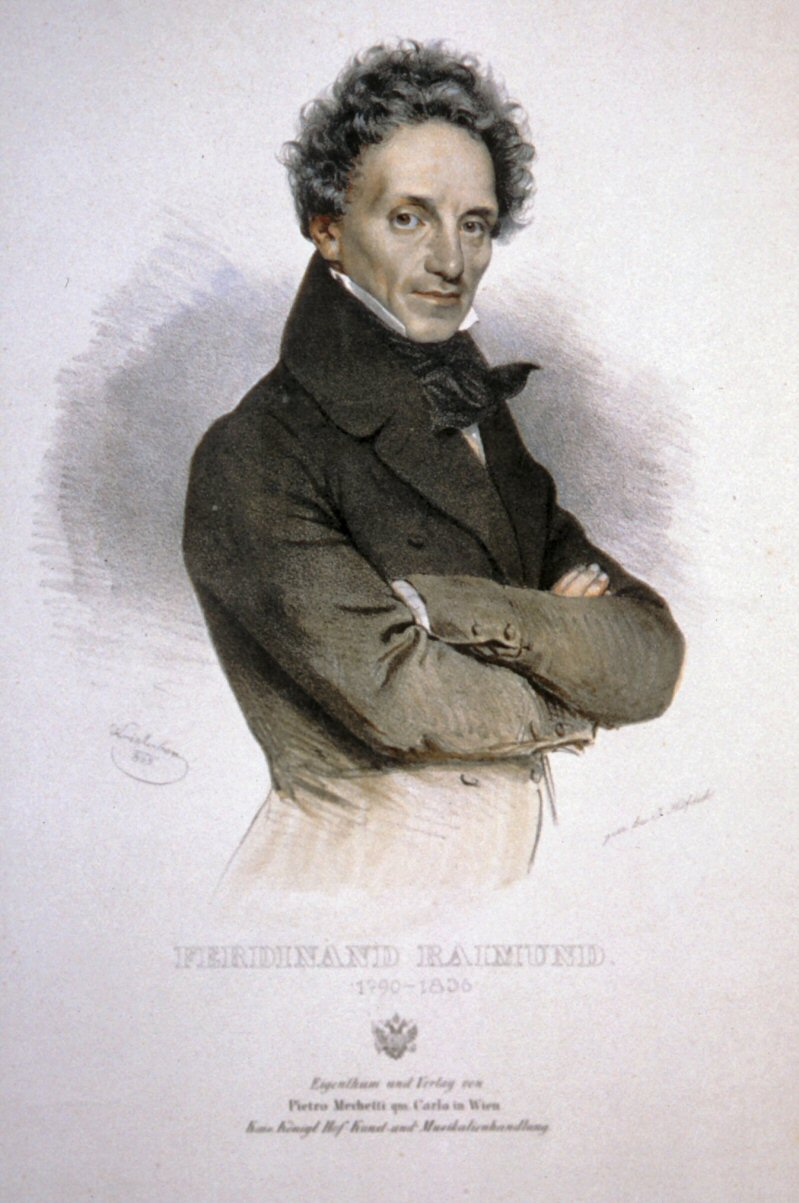
Ferdinand Raimund (Lithographie von Joseph Kriehuber 1835)

Ferdinand Raimund eigentlich Ferdinand Jakob Raimann (* 1. Juni 1790 in Wien-Mariahilf; † 5. September 1836 in Pottenstein) war ein österreichischer Schauspieler und Dramatiker. Gemeinsam mit Johann Nestroy war er Hauptvertreter des Alt-Wiener Volkstheaters.

## Leben

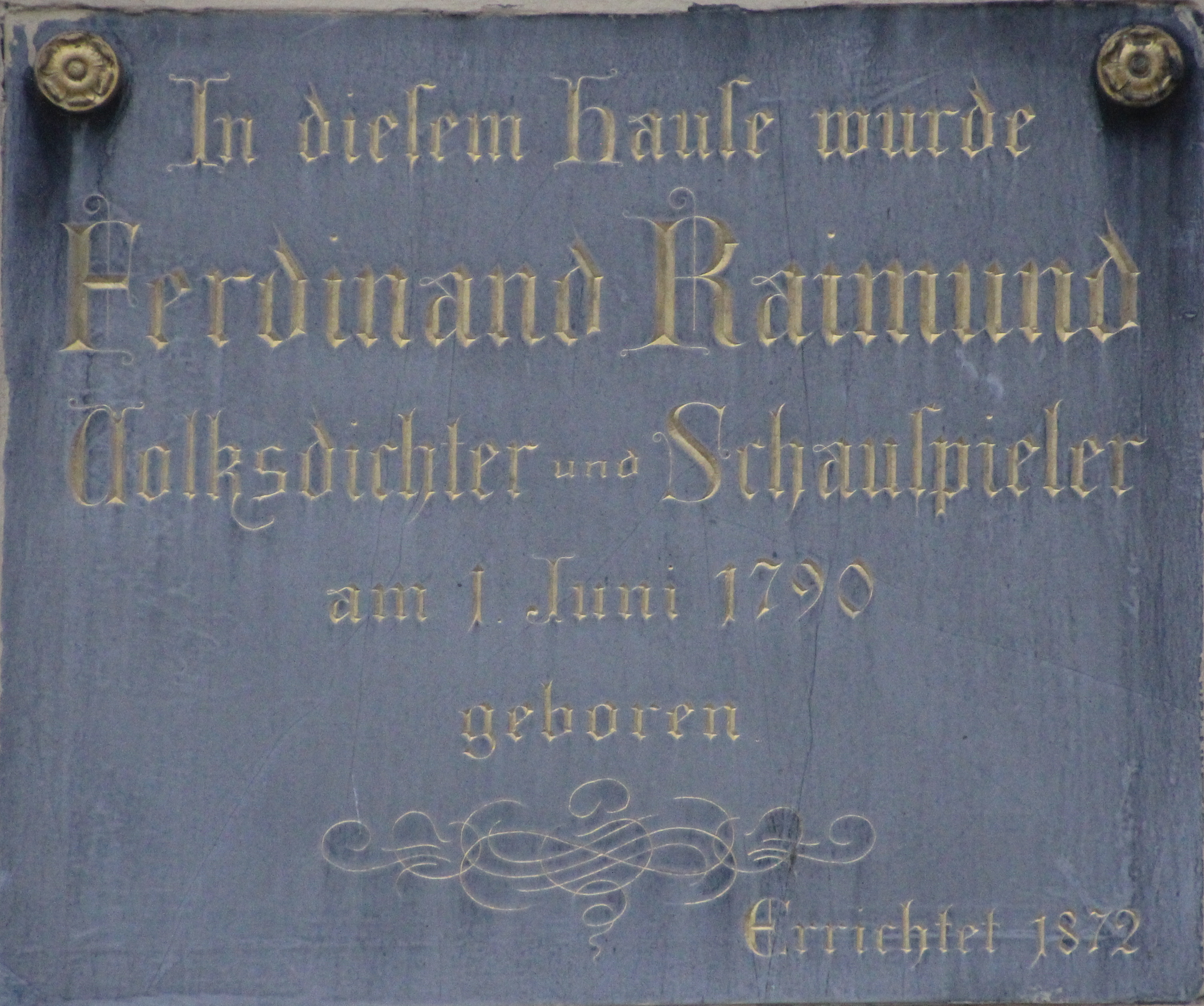
Erinnerungstafel an dem Geburtshaus von Ferdinand Raimund, Mariahilfer Straße 45

Ferdinand Raimund war der Sohn des am 11. Juli 1745 in Prag geborenen Kunstdrechslers namens Jakob Raimann, der seinerzeit Katharina Merz (* ca. 1753), die Tochter seines Meisters, geheiratet und den Betrieb übernommen hatte. Der Vater eröffnete später eine eigene Werkstatt im Haus Mariahilf 10 (heute: Mariahilfer Straße 45, Durchgang zur Windmühlgasse 14  - Passage), wo Ferdinand  Raimund geboren wurde. Seine Urgroßeltern, Christian und Christine Raimann (die Großeltern seines Vaters), waren Pächter des Hofwirtshauses „Gasthaus zum Bären“ auf dem Mariahilferberg bei Gutenstein, also in dem Ort, in dem Raimund sich später sein Haus kaufte und auch begraben wurde.
Ferdinand Raimund wurde am 1. Juni 1790 geboren und war das 12. oder 13. Kind seiner Eltern. Neun Geschwister – davon zwei gleichnamige Söhne – waren vorverstorben. Der spätere Schauspieler und Dramatiker wuchs mit zwei älteren Schwestern auf. Seine fast doppelt so alte Schwester Anna zog ihn nach dem frühen Tod der Eltern groß.
Trotz bescheidener finanzieller Verhältnisse wurde Ferdinand auf die angesehene St.-Anna-Normalhauptschule geschickt. Nach dem Tode der Mutter am 26. März 1802 an Lungenbrand und des Vaters am 29. November 1804 musste der vierzehnjährige Ferdinand die Schule abbrechen. Er machte ab 1805 eine Lehre beim Zuckerbäcker Jung in der späteren k.u.k. Hofzuckerbäckerei (heute Konditorei Demel). Als „Numero“ bot er am Nationaltheater (dem späteren Burgtheater) Süßwaren seines Meisters in den Spielpausen an und machte dabei die erste Bekanntschaft mit dem Theater. Besonders imponierte ihm der deutsche Mime Ferdinand Ochsenheimer (1767–1822), der vom 9. bis zum 26. Mai 1807 in Wien gastierte und dessen Stil er einige Jahre lang bis ins kleinste Detail kopierte.
Ein früher Biograph Raimunds, D. F. Reiberstorfer, der Herausgeber des Taschenbuches für das k.k. priv. Theater in der Leopoldstadt, schrieb, der junge Theaterenthusiast habe mit allen Mitteln versucht, jede Kleinigkeit seines Vorbildes nachzuahmen, sogar die eigenartige Form des Mundes:
„Mit fanatischer Beharrlichkeit stand Raimund täglich stundenlang vor dem Spiegel, die beiden Mittelfinger im Munde, und zerrte und dehnte auf wahrhaft grauenerregende Weise an den Mundwinkeln.“
Um ebenfalls Schauspieler werden zu können und weil Jung den Verkauf im Nationaltheater zurücklegte, lief er aus seinem Lehrverhältnis davon. Im Frühjahr 1808 machte er vergebliche Versuche, in Wien engagiert zu werden. An der Meidlinger Bühne von Direktor Kralitschek wurde er infolge eines Sprachfehlers abgelehnt und bald darauf in Pressburg einen Tag nach seinem Debüt gekündigt. Von 1809 an bis 1814 tourte er mit verschiedenen Schauspieltruppen durch Westungarn, darunter vom April bis Oktober 1809 in Steinamanger mit der Hainschen Gesellschaft. Dann spielte er bei der Fraselschen Gesellschaft und von April 1810 bis April 1814 bei Christoph Kunis in Ödenburg und Raab, wo er in der Rolle des Intriganten und des komischen Alten gefiel.
1814 kehrte er nach Wien zurück, an das Theater in der Josefstadt, wo er erstmals am 13. April auftrat. Sein künstlerischer Durchbruch gelang ihm am 28. März 1815 in dem Stück Die Musikanten am Hohen Markt seines späteren Schwiegervaters Josef Alois Gleich, einer Alt-Wiener Posse. Der Erfolg, den er als eifersüchtiger Geiger Adam Kratzerl hatte, war überwältigend. Dazu schrieb der Literaturhistoriker Otto Rommel:
„Er tut einem leid und man muß doch zugleich über ihn lachen. Diese Rolle wurde für Raimund ein Erfolg, der über sein Leben und seine Kunst entschied. Sie war von einer Komik, wie sie nur entsteht, wenn Komik zugleich Selbstdarstellung und Selbstbefreiung ist, mag der Darsteller das wissen oder nicht.“
Ab Jänner 1816 übernahm er zusätzlich zu seinen Bühnenrollen die Aufgaben eines Regisseurs, wobei er sich für seine Forderung nach präziser Probenarbeit und Werkstreue manchmal mit Handgreiflichkeiten durchzusetzen versuchte. Am 6. September 1817 beendete er seine Tätigkeit in der Josefstadt.
Ab 4. Oktober 1817 gehörte Raimund dem Ensemble des Leopoldstädter Theaters an, wo er schon vorher in Gastrollen aufgetreten war. Sein erster Bühnenauftritt dort erfolgte am 11. Oktober, wieder in einem Stück von Gleich, nämlich Herrn von Weißvogels Witwerstand. Hier spielte er nicht nur, unter anderen zusammen mit seinen damals sehr beliebten Kollegen Ignaz Schuster und Friedrich Josef Korntheuer, sondern führte auch Regie. Das Publikum reagierte zum Teil etwas reserviert, da besonders Schuster viele fanatische Anhänger hatte. Hier begann Raimund, selbst Stücke für seine Benefizabende zu schreiben und entwickelte sich immer mehr zum begehrten Bühnenautor. In diese Zeit fiel auch seine Bekanntschaft mit Toni Wagner und seine unglückliche Ehe mit Luise Gleich (siehe Kapitel Raimund und die Frauen).
Im Sommer 1826 verfiel Raimund zum ersten Male seiner panischen Angst vor einer Tollwut-Ansteckung, weswegen er ein Gastspiel in München überstürzt abbrach. Von dieser Phobie kam er bis zu seinem tragischen Ende nicht mehr los.

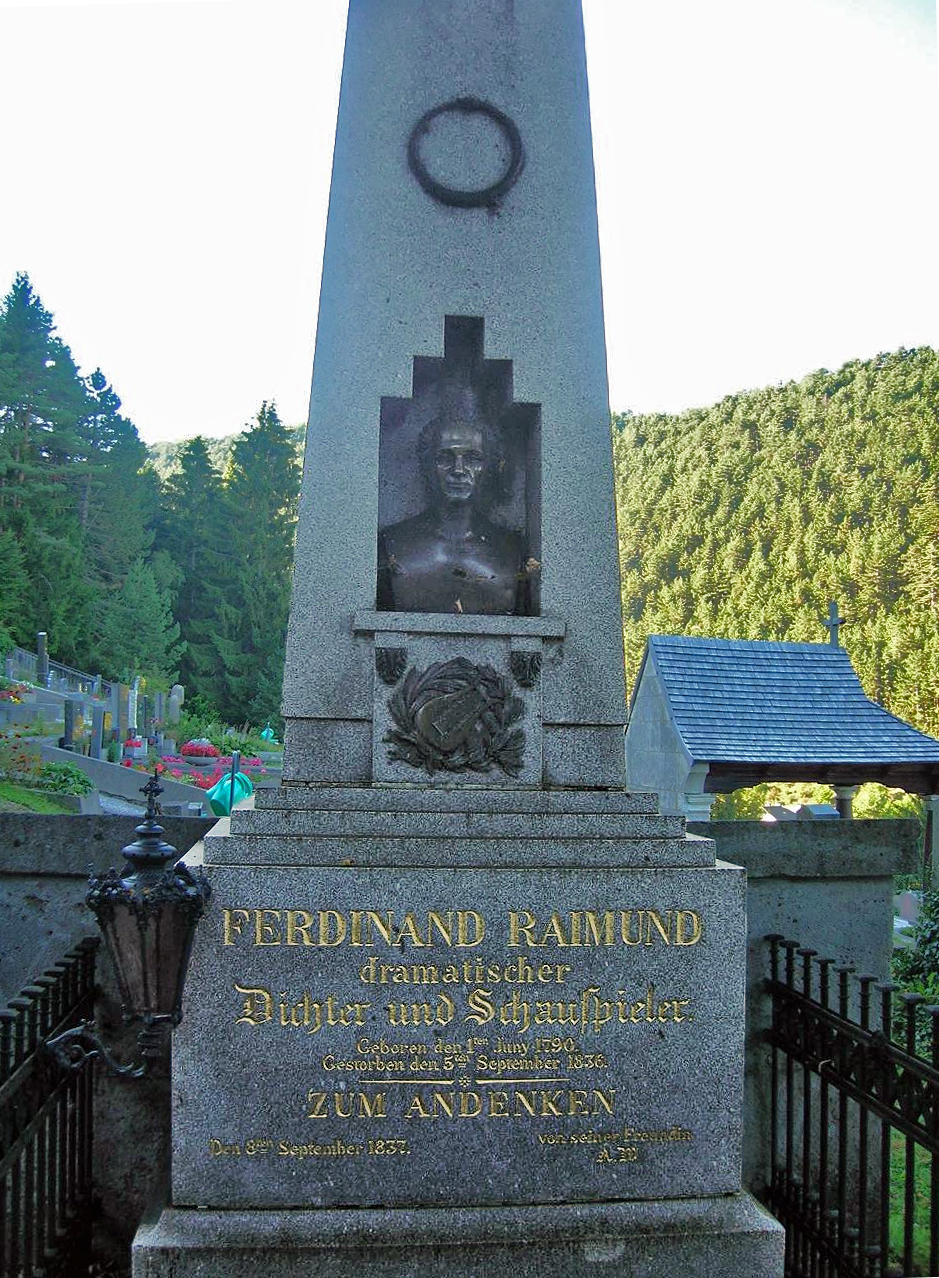
Raimunds Grab in Gutenstein, Porträtbüste von Josef Alois Dialer

Von April 1828 an war er artistischer Direktor des Leopoldstädter Theaters, dessen Eigentümer Rudolf Steinkeller ihn zwar berief, ihm in der Folge jedoch durch Eingriffe in den Personalstand stets große Probleme bereitete. Schuster und Korntheuer, aber auch Katharina Ennöckl und Therese Krones waren gegangen. Im August 1830 legte er deshalb frustriert seinen Posten zurück und verlegte sich auf Gastrollen im Theater an der Wien, in München und Hamburg.
Seine Liebesaffären und seine Vorstellung von der idealen Liebe prägten ebenso in starkem Maße seine Stücke wie seine Hypochondrie und der Ehrgeiz, eigentlich zum „Tragiker“ geboren zu sein:
„Ich bin zum Tragiker geboren, mir fehlt dazu nix als die G’stalt und ’s Organ.“
Trotz seines Ziels, des tragischen Charakterfachs, errang er seine großen Erfolge in komischen Charakterrollen. Immer wieder wurde er deshalb, aber auch wegen seiner Hypochondrie, von Depressionen heimgesucht. Er trat immer seltener auf und zog sich 1834 auf sein Gut Pernitz (Raimundvilla) zurück, das er im September dieses Jahres erworben hatte. Seine Freunde machten sich große Sorgen um ihn, so schrieb Karl Ludwig Costenoble (1769–1837) schon 1832 in sein Tagebuch:
„Der wird noch toll oder bringt sich um.“
1835 plante er einige neue Stücke, von denen außer den Titelangaben (Der Wanderer, Eine Nacht auf dem Himalaja) nichts überliefert ist. Am 1. Mai 1836 stand er zum letzten Male – als Valentin – während eines Gastspieles in Hamburg mit Missfallenskundgebungen auf der Bühne. Dies machte ihm den Abschied vom Schauspielberuf leicht.
Als Raimund am 25. August 1836 von seinem – von ihm fälschlicherweise für tollwütig gehaltenen – Hund gebissen wurde und seine alte Furcht vor der Tollwut wieder erwachte, versuchte er sich auf der Reise nach Wien zu seinem Arzt in der Nacht vom 29. auf den 30. August 1836 mit einer Kugel in den Mund zu erschießen, die ihn jedoch nur unglücklich traf. Am 5. September verstarb Ferdinand Raimund im Alter von 46 Jahren an den Folgen seiner Schussverletzung in einem Gasthof in Pottenstein. Er liegt auf dem Bergfriedhof zu Gutenstein begraben.

## Raimund und die Frauen

### Affäre mit Therese Grünthal
Eine seiner Affären, jene mit der Schauspielerin Therese Grünthal (* 1799), die Raimund im Frühjahr 1818 begann, endete in einem Desaster. Als die lebenslustige Therese Grünthal ihn wegen seines „aufbrausenden, groben Charakters“ verließ und sich einem anderen Verehrer zuwandte (vermutlich dem Hofsekretär Schloisnegg), kam es am 20. Mai im Zuschauerraum des Theaters in der Josefstadt mit ihr zum Streit und zu Tätlichkeiten durch den gekränkten Raimund. Deshalb musste er wegen ungebührlichen Verhaltens für drei Tage in den verschärften Arrest. Erschwerend bei dieser Strafbemessung kam hinzu, dass diese Verbindung als „unsittliches Betragen“ gewertet wurde und einige seiner Extempores von der Zensur angezeigt worden waren. Therese Grünthal kam mit einem Verweis davon, Direktor Huber, der die Affäre akzeptiert hatte, mit einer strengen polizeilichen Warnung. Diese Affäre wurde zehn Jahre später nochmals ein Problem für Raimund, da ein Polizeiprotokoll anlässlich seiner Ernennung zum Theaterdirektor in der Leopoldstadt vorerst seine charakterliche Eignung dafür in Frage stellte.

### Ehe mit Luise Gleich
Raimund war seit dem 8. April 1820 mit der Soubrette Aloisia (Luise) Gleich (* 6. Jänner 1798, † 6. August 1855), Tochter des Rechnungsoffizials der k. k. Prov. Staatsbuchhaltung Josef Alois Gleich, verheiratet, die er in der Pfarrkirche St. Johann Nepomuk in der Wiener Leopoldstadt im Beisein seines Trauzeugen Fürst Karl zu Khevenhüller geehelicht hatte. Zu der Ehe war er vom Publikum gedrängt worden. Er hatte bereits im Jahr davor Toni Wagner (1799–1879) kennengelernt und um deren Hand angehalten, wurde aber von deren gutbürgerlichen Eltern abgewiesen. Da er Luise Gleich, die ihn während einer Erkrankung gepflegt hatte, trotz einer vorehelichen Beziehung nicht heiraten wollte, erschien er zum ursprünglichen Hochzeitstermin nicht, und musste daraufhin vor dem Publikum öffentlich Abbitte leisten. Die Ehe wurde am 8. April 1820 geschlossen, die am 7. Oktober geborene Tochter Amalie Reimann, vulgo Raimund, starb am 10. Jänner 1821.
Luise Gleich war als Minderjährige an Aloys von Kaunitz-Rietberg, den Enkel des Fürsten Wenzel Anton von Kaunitz-Rietberg, wegen dessen sexueller Lust auf Kinder „als Gespielin verkauft worden“. Erst 1822, als die „Affäre Kaunitz“ aufflog, erfuhr Raimund davon.
Da Luise Gleich ihren Mann immer wieder betrog, kam es zu unschönen Szenen, die auch im Scheidungsakt ihren Niederschlag fanden: In einem Polizeibericht, der im Akt vorliegt, wurde festgehalten, dass am 16. Juli 1821 Raimund seine Gattin „auf eine wahrhaft unmenschliche Art“ misshandelt haben soll. Sie zog zu ihrem Vater zurück, Vermittlungsversuche schlugen fehl, und nach viereinhalb Monaten Trennung beantragte Gleich „nomine seiner minderjährigen Tochter Luise“ die Scheidung. Diese erfolgte am 14. Jänner 1822; Raimund bestritt keinen der Vorwürfe seiner Frau und setzte ihr einen Unterhaltsbeitrag von wöchentlich 6 Gulden bis an sein Lebensende aus. Diese Scheidung von Amts wegen hinderte den Dichter allerdings daran, wieder eine Ehe eingehen zu dürfen, da damals in Österreich das Gesetz der aus katholischer Sicht unauflöslichen Ehe galt.
Ein 1823 in Prag geborenes Kind Luise Gleichs wurde von ihr zwar als Raimunds Sohn Jakob Karl angegeben, ebenso wie eine neuerliche Geburt 1828 (eine Tochter) und 1830 nochmals in Braunschweig (ebenfalls eine Tochter), doch wurden die drei Kinder nicht als von Raimund stammend amtlich bestätigt. Luise Gleich überlebte ihren Mann um zwanzig Jahre und starb 1855 im Wiener Wiedener Krankenhaus an der Cholera. In einem Artikel in der Illustrierten Wiener Wochenschrift für Wissenschaft, Kunst und Mode bezichtigte sie 1855 Ferdinand Raimund, der „Zerstörer ihres Lebens“ gewesen zu sein.

### Lebensgemeinschaft mit Antonie (Toni) Wagner
Im April 1819 lernte Raimund die 19-jährige Toni Wagner (* 30. Dezember 1799, † 25. März 1879 nach anderen Quellen am 23. März 1879), Tochter eines Kaffeehausbesitzers, kennen und verliebte sich in sie. Nach einem Jahr hielt er um ihre Hand an, wurde jedoch von den bürgerstolzen Eltern abgewiesen. Nach seiner erzwungenen Hochzeit mit Luise Gleich nahm Raimund in einem feierlichen Brief von ihr Abschied:
„Liebe theure Antonie! […] Und doch – soll es seyn ist es so, ich opfere die letzten Reste meiner Zufriedenheit den Verhältnissen meiner Ehre, und meines zu rasch gegebenen Wortes auf, und so nehme ich denn vor den Gesetzen der Welt von Ihnen meine theure Antonie auf ewig Abschied, verzeihen Sie einem Menschen dem die bösen Mächte seines Schicksals lenken, streuen Sie durch das Bewußtsein Ihrer Freundschaft und Vergebung die letzten Blumen auf den Dornenpfad seiner Wanderung.“
Wagner nahm dennoch von sich aus ab Juni 1820 wieder den Kontakt zu Raimund auf, sie schrieb ihm am 1. Juni einen Gratulationsbrief zum Geburtstag. Die beiden nahmen daraufhin ein Verhältnis auf, von dem Toni Wagners Eltern nichts wissen durften. Ihre heimliche Helferin war dabei Tonis Schwester Charlotte. Am 14. Jänner 1822 wurde Raimunds Ehe geschieden, und am 10. September dieses Jahres schlossen er und Toni Wagner vor der Mariensäule in Neustift am Walde einen „ewigen Bund der Liebe und Treue“. Dies sollte für die strenggläubige Toni Wagner als „Ersatz“ statt einer unmöglich gewordenen zweiten Ehe gelten.
Sowohl Toni Wagners beruflich-freundliche Kontakte mit den Kaffeehausgästen ihres Vaters, als auch Raimunds ebenfalls berufsbedingte Zusammenarbeit mit Schauspielkolleginnen wie Therese Krones waren für die beiden ein ständiger Quell der Eifersucht. Erst 1825 entspannte sich das Verhältnis zu Toni Wagners Eltern und sie durfte ihn in seiner Wohnung besuchen. 1830 erkannten Wagners Eltern die Beziehung an und gaben den beiden eine Wohnung im Hause des väterlichen Kaffeehauses, wo Raimund im September einzog. Da er dank seiner beruflichen Erfolge sehr gut verdiente, konnte er sich am 5. September 1834 ein Haus in Gutenstein kaufen (um 4550 Gulden), wohin er mit Toni Wagner übersiedelte.
Auf seiner panischen Reise nach Wien zu seinem Arzt begleitete ihn Wagner, und in Pottenstein wurde sie Zeugin seines Suizides. Obwohl Raimund testamentarisch für seine Lebensgefährtin hatte sorgen wollen, starb sie 1879 – 43 Jahre nach ihm – verarmt in der Naglergasse (Wien-Innere Stadt).

## Ehrungen

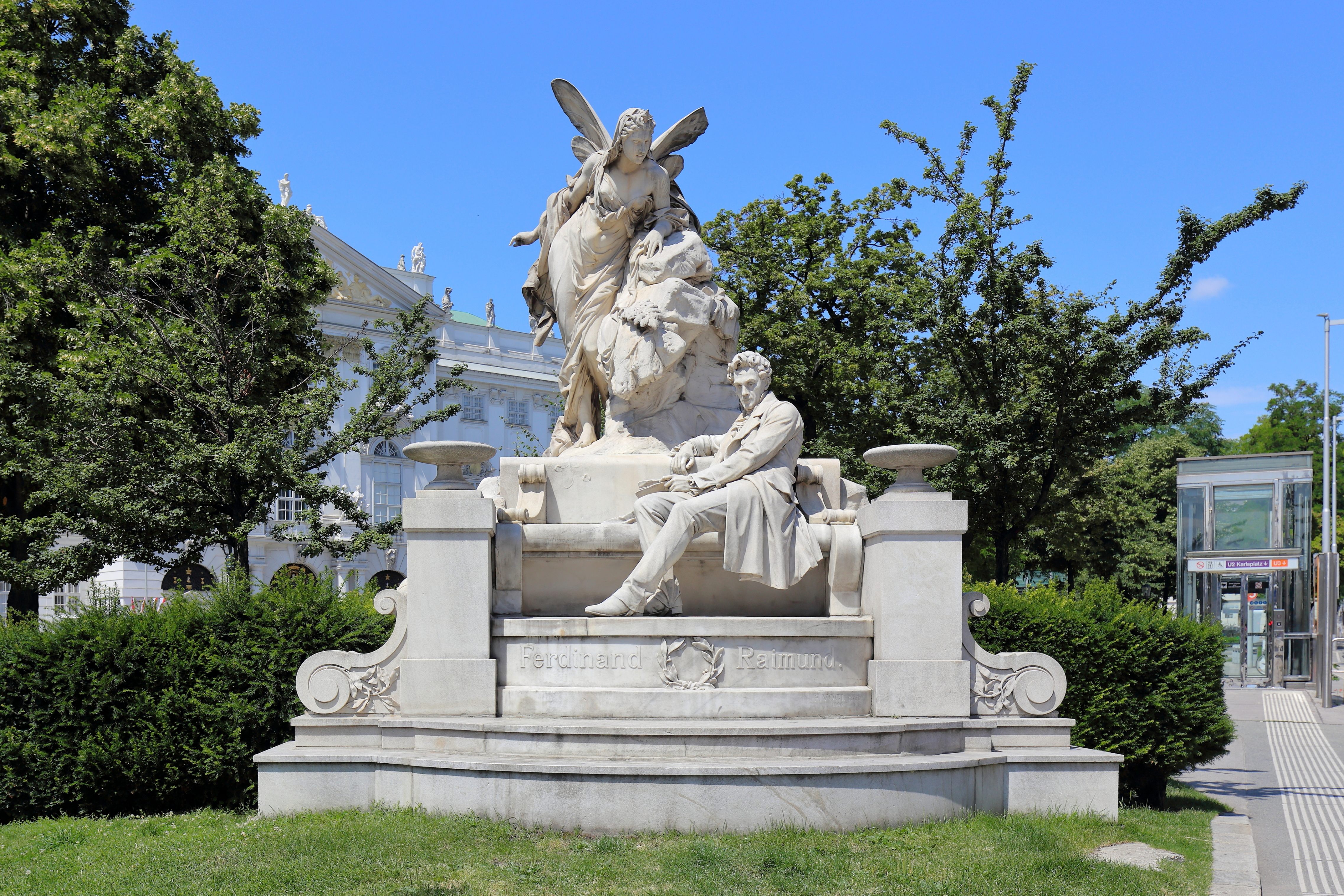
Ferdinand-Raimund-Denkmal in Wien-Neubau, Weghuberpark

Im Jahr 1862 wurde in der Wiener Leopoldstadt (2. Bezirk) die Raimundgasse nach dem Dichter benannt. Im Linzer Bezirk Bulgariplatz wurde 1897 eine etwa einen Kilometer lage Straße nach Raimund benannt.
Das nach ihm benannte Raimund Theater wurde am 28. November 1893 mit seinem Zauberspiel Die gefesselte Phantasie eröffnet. In der Kolonnade unter dem Frontgiebel des Theaters sind seit 1989 die drei Büsten von Raimund, Grillparzer und Nestroy aufgestellt.
Vor dem Deutschen Volkstheater wurde am 1. Juni 1898 in Anwesenheit von Erzherzog Otto von Österreich ein von Franz Vogl (1861–1921) in Marmor ausgeführtes Ferdinand-Raimund-Denkmal enthüllt. In diesem Sujet sitzt Raimund in Biedermeierkleidung entspannt auf einer Gartenbank, auf welche die Fee der Phantasie, versehen mit Libellenflügeln, einem Stern auf der Stirn und einem (inzwischen abhanden gekommenen) Zauberstab in der Rechten, herabblickt. Seit 1938 befindet sich das Denkmal seitlich des in jenem Jahr umgebauten Volkstheaters an der Ecke Neustiftgasse zur Museumstraße und ist Teil des Weghuberparks.
Am 15. August 1926 wurde in Gaaden am Haus Heiligenkreuzer Straße 1, in dem Raimund am 2. Dezember 1833 den Verschwender vollendet hatte, eine Gedenktafel mit Porträtmedaillon enthüllt.
Ab 1970 war Raimunds Porträt auf der 50 Schilling-Banknote abgebildet.
In Gutenstein, Hauptstraße 21, wurde am 25. September 1983 eine Raimund-Gedenkstätte eröffnet. Jeden Sommer finden im Ort die Raimundspiele statt, bei denen jede Saison ein anderes Stück von Ferdinand Raimund zur Aufführung kommt.
In Frankfurt am Main sind die Raimundstraße und die gleichnamige Siedlung ebenfalls nach dem Dramatiker benannt.

## Werke

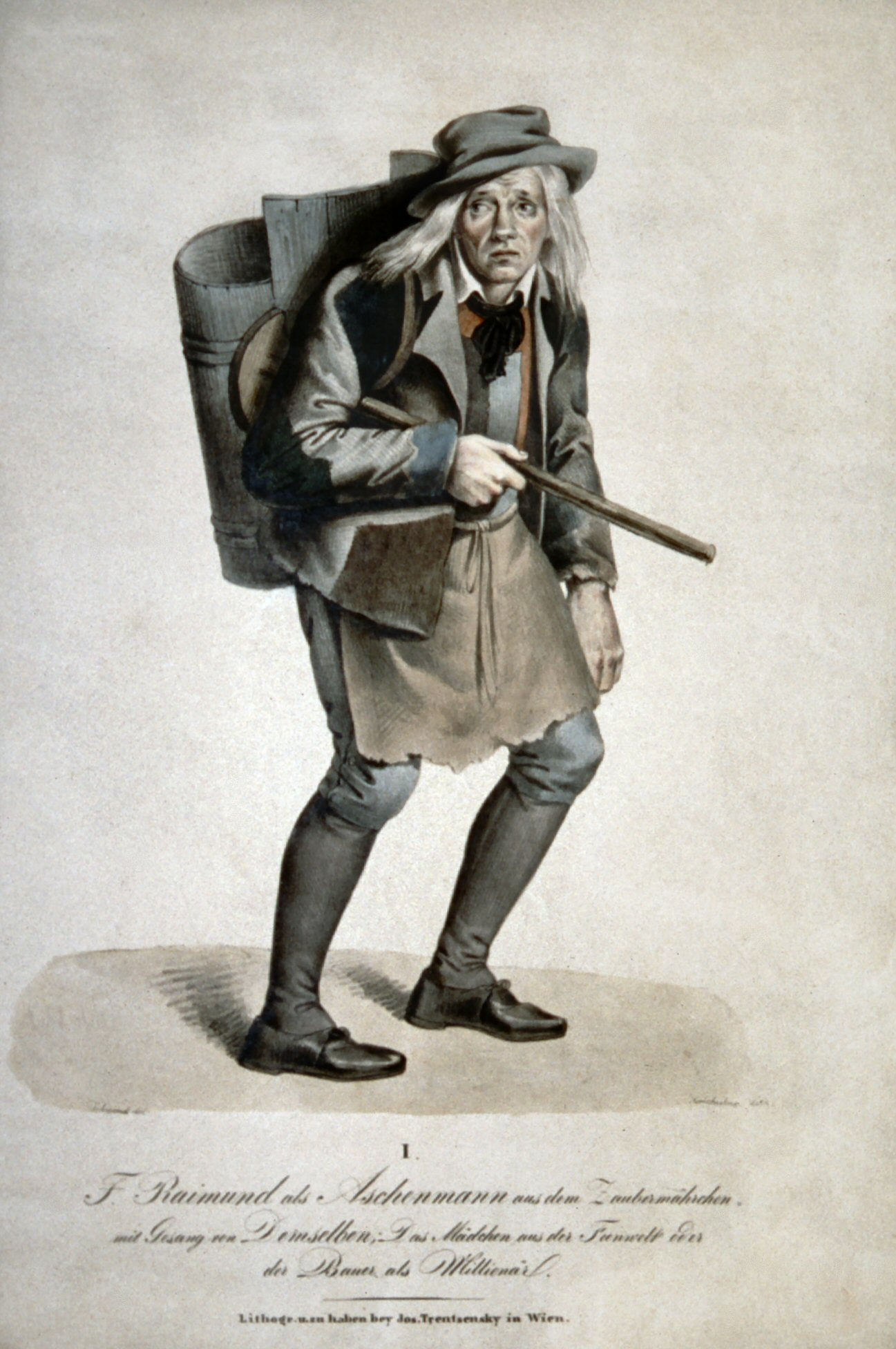
Ferdinand Raimund als Aschenmann in Der Bauer als Millionär (Lithographie von Kriehuber nach Moritz von Schwind)

Von 1823 bis 1834 verfasste Raimund acht Bühnenwerke, die gemeinsam mit dem Werk Nestroys den literarischen Höhepunkt der Alt-Wiener Volkskomödie darstellen. In sein Schaffen mündeten die Traditionen des Barocktheaters, des Stegreifspiels, des Wiener Zauberstücks, der Lokalposse, der Parodie und des bürgerlichen Schauspiels. Die Mischung von Humor, Melancholie und erzieherischer Absicht sicherte ihm einen breiten Erfolg beim Publikum.
- Der Barometermacher auf der Zauberinsel, Zauberposse mit Gesang und Tanz in zwei Aufzügen. Musik von Wenzel Müller (UA 18. Dezember 1823 im Theater in der Leopoldstadt)
- Der Diamant des Geisterkönigs, Zauberspiel in zwei Aufzügen, Musik von Joseph Drechsler (UA 17. Dezember 1824 im Theater in der Leopoldstadt)
- Das Mädchen aus der Feenwelt oder Der Bauer als Millionär, Romantisches Original-Zaubermärchen mit Gesang in drei Aufzügen, Musik von Joseph Drechsler (UA 10. November 1826 im Theater in der Leopoldstadt)
- Die gefesselte Phantasie, Original-Zauberspiel in zwei Aufzügen, Musik von Wenzel Müller (UA 8. Jänner 1828 im Theater in der Leopoldstadt)
- Moisasurs Zauberfluch, Zauberspiel in zwei Aufzügen, Musik von Philipp Jakob Riotte (UA 25. September 1827 im Theater an der Wien)
- Der Alpenkönig und der Menschenfeind, Romantisch-komisches Original-Zauberspiel in zwei Aufzügen, Musik von Wenzel Müller (UA 17. Oktober 1828 im Theater in der Leopoldstadt)
- Die unheilbringende Zauberkrone oder König ohne Reich, Held ohne Mut, Schönheit ohne Jugend. Tragisch-komisches Original-Zauberspiel in zwei Aufzügen, Musik von Joseph Drechsler (UA 4. Dezember 1829 im Theater in der Leopoldstadt)
- Der Verschwender, Original-Zaubermärchen in drei Aufzügen, Musik von Conradin Kreutzer (UA 20. Februar 1834 im Theater in der Josefstadt), mit dem berühmten Hobellied
- Selbstbiographie, zuerst gedruckt in der Allgemeinen Theaterzeitung vom 15. September 1836[24]

## Werkausgaben
- Johann Nepomuk Vogl (Hrsg.): Ferdinand Raimund’s sämmtliche Werke. 4 Bände. Rohrmann und Schweigerd, Wien 1837.
- Johann Nepomuk Vogl (Hrsg.): Ferdinand Raimund’s sämmtliche Werke. 9 Bände. Hölzl, Wien 1855.
- Karl Glossy, August Sauer (Hrsg.): Sämmtliche Werke. 3 Bände. Konegen, Wien 1881.
- Eduard Castle (Hrsg.): Sämtliche Werke in 3 Teilen. Hesse, Leipzig 1903.
- Fritz Brukner, Eduard Castle (Hrsg.): Sämtliche Werke. Historisch-kritische Säkularausgabe in sechs Bänden. Schroll, Wien 1924–1934.
- Friedrich Schreyvogl (Hrsg.): Sämtliche Werke. Winkler, München 1960.
- Hermann Böhm (Hrsg.): Sämtliche Werke. Historisch-kritische Ausgabe. Deuticke, Wien 2014-
  - Band 1: Jürgen Hein, Walter Obermaier (Hrsg.): Der Barometermacher auf der Zauberinsel, Der Diamant des Geisterkönigs. Deuticke, Wien 2014, ISBN 978-3-552-06176-7.
  - Band 2: Johann Hüttner (Hrsg.): Das Mädchen aus der Feenwelt oder Der Bauer als Millionär, Die gefesselte Fantasie. Deuticke, Wien 2018, ISBN 978-3-552-06261-0.

## Weitergabe
Wie damals immer wieder vorkommend, hatte auch Raimund mit unautorisiertem Handel und ebensolchen Aufführungen seiner Werke zu kämpfen.
So schrieb er am 15. Jänner 1830 an den Schauspieler und Theaterleiter Ludwig Ferdinand Pauli (1793–1841):
„Auch wurde bei der ebenfalls unter Ihrer Leitung stehenden Schaubühne zu Leipzig mein ‚Mädchen aus der Feenwelt‘ gegeben, ohne daß Buch und Musik dieses Zauberspiels von mir bezogen worden wären. Ich ersuche Sie daher freundschaftlich, mich gefälligst zu benachrichtigen, auf welchem Wege, ohne es zu bezahlen, selbes bezogen wurde.“
Am 28. September desselben Jahres verfasste er an die kaiserlich-königliche Polizei-Oberdirektion in Wien folgende Anzeige:
„[…] einmahl fand ich mich genöthigt den [inhab]er der Privat Geschäftskanzley Hr. [Gab]riel Glaß / Singerstrasse № 901:/ wegen unbefugten Handel mit meinen [We]rken bey der höchlöblichen Polizei [Ober] Direction anzuklagen […] so konnte aus Mangel an Beweisen  nichts veranlaßt werden; nachdem sich diese aber nun vorgefunden haben, wie der ergebenst hier beygelegte original Brief der großherzog waimar'schen Hoftheater Regie, zeiget: so bitte ich die Hochlöbliche Polizei Ober Direction wolle gnädigst Hr. Gabriel Glaß vernehmen: wie er zum Besitze meines Eigenthumes gelangt und mit welchem Rechte er mir durch den unrechtmäßigen Verkauf desselben mein Einkommen verkürzt?“
Ordnungsgemäße Anfragen waren allerdings der Normalfall, wie es ein Brief vom 31. Jänner 1833 an das oben genannte Weimarer Hoftheater beweist:
„[…] habe ich die Ehre Ihnen anzuzeigen, daß ich dem Grherzogl. Theater in Weimar Buch und Partitur der gefesselten Fantasie um den Preis von 12 Ducaten überlassen kann.“
Doch waren seine Stücke auch als Benefiz-Programme bei vielen Bühnenkünstlern sehr beliebt und Raimund wurde häufig um entsprechende Freigabe ersucht. Am 31. Dezember 1831 schrieb er in diesem Sinne an die deutsche Schauspielerin und Schriftstellerin Charlotte Birch-Pfeiffer:
„Mit Vergnügen überlasse ich Frau von Birch das von mir verfaßte Zauberspiel Moisasurs Zauberfluch zu Ihrem Benefiz.“

## Film
Unter der Regie von Hans Thimig wurde 1942 der Spielfilm Brüderlein fein veröffentlicht. In der Rolle von Raimund war Hans Holt zu sehen.